# Supatá
Supatá – miasto w Kolumbii, w departamencie Cundinamarca.